# Формула-1 — Чемпіонат 2025
Формула-1 2025 року — сезон чемпіонату світу з автоперегонів у класі Формула-1, який проводиться під егідою FIA. Чемпіонат проходить у період з березня по грудень та складається з 24 Гран-прі. Сезон розпочався на Гран-прі Австралії 16 березня та закінчиться на Гран-прі Абу-Дабі 7 грудня. Пілоти та команди змагаються за титул чемпіона світу та кубок конструкторів відповідно.
Планується, що сезон 2025 року стане останнім роком для використання конфігурації силового агрегату, що використовується з сезону 2014 року. Для чемпіонату 2026 року буде введено оновлену конфігурацію без MGU-H та збільшеною вихідною потужністю від MGU-K. Це також стане останнім сезоном для покоління болідів, представлених у 2022 році, а також останнім сезоном для системи зниження лобового опору (DRS), представленої для допомоги при обгонах в 2011 році, оскільки в 2026 році будуть представлені боліди з активною аеродинамікою та рухомими крилами.

## Команди та пілоти
Наступні команди та пілоти беруть участь у Чемпіонаті світу 2025 року. Постачальник шин для всіх команд — Pirelli.
| Команда                                | Конструктор                  | Шасі     | Двигун     | Пілот | Пілот                 | Пілот |
| Команда                                | Конструктор                  | Шасі     | Двигун     | №     | Ім'я пілота           | Етапи |
| -------------------------------------- | ---------------------------- | -------- | ---------- | ----- | --------------------- | ----- |
| BWT Alpine F1 Team                     | Alpine-Renault               | A525     | Renault    | 7     | Джек Дуен             | 1–6   |
| BWT Alpine F1 Team                     | Alpine-Renault               | A525     | Renault    | 43    | Франко Колапінто      | 7–14  |
| BWT Alpine F1 Team                     | Alpine-Renault               | A525     | Renault    | 10    | П'єр Гаслі            | 1–14  |
| Aston Martin Aramco F1 Team            | Aston Martin Aramco-Mercedes | AMR25    | Mercedes   | 14    | Фернандо Алонсо       | 1–14  |
| Aston Martin Aramco F1 Team            | Aston Martin Aramco-Mercedes | AMR25    | Mercedes   | 18    | Ленс Стролл           | 1–14  |
| Scuderia Ferrari HP                    | Ferrari                      | SF-25    | Ferrari    | 16    | Шарль Леклер          | 1–14  |
| Scuderia Ferrari HP                    | Ferrari                      | SF-25    | Ferrari    | 44    | Льюїс Гамільтон       | 1–14  |
| MoneyGram Haas F1 Team                 | Haas-Ferrari                 | VF-25    | Ferrari    | 31    | Естебан Окон          | 1–14  |
| MoneyGram Haas F1 Team                 | Haas-Ferrari                 | VF-25    | Ferrari    | 87    | Олівер Берман         | 1–14  |
| Stake F1 Team Kick Sauber              | Kick Sauber-Ferrari          | C45      | Ferrari    | 5     | Ґабріель Бортолето    | 1–14  |
| Stake F1 Team Kick Sauber              | Kick Sauber-Ferrari          | C45      | Ferrari    | 27    | Ніко Гюлькенберг      | 1–14  |
| McLaren Formula 1 Team                 | McLaren-Mercedes             | MCL39    | Mercedes   | 4     | Ландо Норріс          | 1–14  |
| McLaren Formula 1 Team                 | McLaren-Mercedes             | MCL39    | Mercedes   | 81    | Оскар Піастрі         | 1–14  |
| Mercedes-AMG Petronas Formula One Team | Mercedes                     | F1 W16   | Mercedes   | 12    | Андреа Кімі Антонеллі | 1–14  |
| Mercedes-AMG Petronas Formula One Team | Mercedes                     | F1 W16   | Mercedes   | 63    | Джордж Расселл        | 1–14  |
| Visa Cash App Racing Bulls F1 Team     | Racing Bulls-Honda RBPT      | VCARB 02 | Honda RBPT | 6     | Ізак Аджар            | 1–14  |
| Visa Cash App Racing Bulls F1 Team     | Racing Bulls-Honda RBPT      | VCARB 02 | Honda RBPT | 22    | Юкі Цунода            | 1–2   |
| Visa Cash App Racing Bulls F1 Team     | Racing Bulls-Honda RBPT      | VCARB 02 | Honda RBPT | 30    | Ліам Ловсон           | 3–14  |
| Oracle Red Bull Racing                 | Red Bull Racing-Honda RBPT   | RB21     | Honda RBPT | 1     | Макс Ферстаппен       | 1–14  |
| Oracle Red Bull Racing                 | Red Bull Racing-Honda RBPT   | RB21     | Honda RBPT | 30    | Ліам Ловсон           | 1–2   |
| Oracle Red Bull Racing                 | Red Bull Racing-Honda RBPT   | RB21     | Honda RBPT | 22    | Юкі Цунода            | 3–14  |
| Atlassian Williams Racing              | Williams-Mercedes            | FW47     | Mercedes   | 23    | Александр Албон       | 1–14  |
| Atlassian Williams Racing              | Williams-Mercedes            | FW47     | Mercedes   | 55    | Карлос Сайнс мол.     | 1–14  |
| Джерела:                               |                              |          |            |       |                       |       |

### Зміни у складах команд
Після дванадцяти сезонів з Мерседес Льюїс Гамільтон приєднався до Феррарі, що означає завершення рекордної серії з найбільшої кількості послідовних сезонів за кермом одного конструктора, а також став його першим сезоном за кермом боліда без силового агрегату Мерседес. Він замінив Карлоса Сайнса-молодшого, який покинув команду після чотирьох сезонів, щоб приєднатися до Вільямс з багаторічним контрактом, замінивши Логана Сарджента, який покинув команду в середині сезону 2024 року та був замінений на Франко Колапінто до кінця сезону. В Мерседес Гамільтона замінив пілот Формули-2, Андреа Кімі Антонеллі.
Ніко Гюлькенберг покинув Хаас після двох сезонів і повернувся до команди Заубер, за яку він останній раз виступав у 2013 році. Його замінив їхній резервний пілот Олівер Берман, який перейшов з Формули-2, і який раніше брав участь у Гран-прі Саудівської Аравії 2024 року за Феррарі. Кевін Магнуссен також покинув команду після семи сезонів. Його замінив Естебан Окон, який покинув Альпін після п'яти сезонів з командою з Енстоуна. В Альпін місце Окона зайняв їхній резервний пілот Джек Дуен, який заміняв француза на Гран-прі Абу-Дабі 2024 року.
Вальттері Боттас і Чжоу Гуаньюй покинули Sauber після трьох сезонів з командою. Вакантне місце поруч із Гюлькенбергом зайняв Ґабріель Бортолето, чемпіон Формули-2 2024 року.
Серхіо Перес покинув Ред Булл Рейсінг після завершення сезону 2024 року, незважаючи на раніше оголошений контракт до 2026 року. Його замінив Ліам Ловсон, який перейшов з команди РБ, де провів п’ять Гран-Прі в 2023 році, коли команда виступала під назвою AlphaTauri, та шість Гран-Прі в 2024 році.. Місце Ловсона в РБ зайняв віце-чемпіон Формули-2 Ізак Аджар.

### Зміни протягом сезону
Після Гран-прі Китаю Ліам Ловсон був понижений назад до Racing Bulls, а його місце зайняв Юкі Цунода, який дебютував за Red Bull Racing на наступному Гран-прі Японії.
Після Гран-прі Маямі Джек Дуен був переведений на посаду резервного пілота команди Alpine. Його місце зайняв колишній резервний пілот Франко Колапінто, який має провести з командою наступні п'ять гонок, починаючи з Гран-прі Емілії-Романьї. Колапінто раніше брав участь у дев'яти Гран-прі з командою Williams у 2024 році.

## Календар
До календаря 2025 року увійшли ті ж двадцять чотири Гран-Прі, що й у попередньому сезоні. В цьому сезоні спринти будуть проведені під час шести Гран-прі: Китаю, Маямі, Бельгії, США, Сан-Паулу та Катару.
| №        | Гран-прі                    | Траса                                              | Дата         |
| -------- | --------------------------- | -------------------------------------------------- | ------------ |
| 1        | Гран-прі Австралії          | Альберт-Парк, Мельбурн                             | 16 березня   |
| 2        | Гран-прі Китаю              | Міжнародний автодром Шанхая, Шанхай                | 23 березня   |
| 3        | Гран-прі Японії             | Судзука, Судзука                                   | 6 квітня     |
| 4        | Гран-прі Бахрейну           | Міжнародний автодром Бахрейну, Сахір               | 13 квітня    |
| 5        | Гран-прі Саудівської Аравії | Міська траса Джидда, Джидда                        | 20 квітня    |
| 6        | Гран-прі Маямі              | Міжнародний автодром Маямі, Маямі-Ґарденс, Флорида | 4 травня     |
| 7        | Гран-прі Емілії-Романьї     | Автодром Енцо та Діно Феррарі, Імола               | 18 травня    |
| 8        | Гран-прі Монако             | Міська траса Монте-Карло, Монте-Карло              | 25 травня    |
| 9        | Гран-прі Іспанії            | Каталунья, Барселона                               | 1 червня     |
| 10       | Гран-прі Канади             | Автодром імені Жиля Вільнева, Монреаль             | 15 червня    |
| 11       | Гран-прі Австрії            | Ред Бул Ринг, Шпільберг                            | 29 червня    |
| 12       | Гран-прі Великої Британії   | Автодром Сільверстоун, Сільверстоун                | 6 липня      |
| 13       | Гран-прі Бельгії            | Спа-Франкоршам, Спа                                | 27 липня     |
| 14       | Гран-прі Угорщини           | Хунгароринг, Будапешт                              | 3 серпня     |
| 15       | Гран-прі Нідерландів        | Траса Зандвоорт, Зандтворт                         | 31 серпня    |
| 16       | Гран-прі Італії             | Автодром Монца, Монца                              | 7 вересня    |
| 17       | Гран-прі Азербайджану       | Вулична траса Баку, Баку                           | 21 вересня   |
| 18       | Гран-прі Сінгапуру          | Міський автодром Марина Бей, Сінгапур              | 5 жовтня     |
| 19       | Гран-прі США                | Траса Америк, Остін, Техас                         | 19 жовтня    |
| 20       | Гран-прі Мехіко             | Автодром імені братів Родрігес, Мехіко             | 26 жовтня    |
| 21       | Гран-прі Сан-Паулу          | Інтерлагос, Сан-Паулу                              | 9 листопада  |
| 22       | Гран-прі Лас-Вегаса         | Вулична траса Лас-Вегаса, Парадайз, Невада         | 22 листопада |
| 23       | Гран-прі Катару             | Міжнародна траса Лусаїл, Лусаїл                    | 30 листопада |
| 24       | Гран-прі Абу-Дабі           | Яс-Марина, Абу-Дабі                                | 7 грудня     |
| Джерело: |                             |                                                    |              |

### Зміни в календарі
- Гран-прі Австралії прийме першу гонку сезону вперше з 2019 року. Гран-прі Австралії було третім раундом у 2024 році після Гран-прі Бахрейну та Саудівської Аравії, відповідно, ці Гран-прі були перенесені в 2025 році. щоб уникнути конфлікту з Рамаданом.[56][57]
- Гран-прі Росії повинне було проводитись у сезоні 2025 року.[58] Однак контракт було розірвано у 2022 році у відповідь на вторгнення Росії в Україну.[59]

## Зміни регламенту
Мінімальна допустима вага пілота була збільшена з 80 кілограмів до 82 кілограмів. Як наслідок, загальна мінімальна вага автомобіля без палива збільшилась з 798 кілограмів до 800 кілограмів.

## Результати та положення в заліках

### Гран-прі
| №        | Гран-прі                    | Поул-позиція    | Швидке коло           | Переможець      | Конструктор                | Звіт |
| -------- | --------------------------- | --------------- | --------------------- | --------------- | -------------------------- | ---- |
| 1        | Гран-прі Австралії          | Ландо Норріс    | Ландо Норріс          | Ландо Норріс    | McLaren-Mercedes           | Звіт |
| 2        | Гран-прі Китаю              | Оскар Піастрі   | Ландо Норріс          | Оскар Піастрі   | McLaren-Mercedes           | Звіт |
| 3        | Гран-прі Японії             | Макс Ферстаппен | Андреа Кімі Антонеллі | Макс Ферстаппен | Red Bull Racing-Honda RBPT | Звіт |
| 4        | Гран-прі Бахрейну           | Оскар Піастрі   | Оскар Піастрі         | Оскар Піастрі   | McLaren-Mercedes           | Звіт |
| 5        | Гран-прі Саудівської Аравії | Макс Ферстаппен | Ландо Норріс          | Оскар Піастрі   | McLaren-Mercedes           | Звіт |
| 6        | Гран-прі Маямі              | Макс Ферстаппен | Ландо Норріс          | Оскар Піастрі   | McLaren-Mercedes           | Звіт |
| 7        | Гран-прі Емілії-Романьї     | Оскар Піастрі   | Макс Ферстаппен       | Макс Ферстаппен | Red Bull Racing-Honda RBPT | Звіт |
| 8        | Гран-прі Монако             | Ландо Норріс    | Ландо Норріс          | Ландо Норріс    | McLaren-Mercedes           | Звіт |
| 9        | Гран-прі Іспанії            | Оскар Піастрі   | Оскар Піастрі         | Оскар Піастрі   | McLaren-Mercedes           | Звіт |
| 10       | Гран-прі Канади             | Джордж Расселл  | Джордж Расселл        | Джордж Расселл  | Mercedes                   | Звіт |
| 11       | Гран-прі Австрії            | Ландо Норріс    | Оскар Піастрі         | Ландо Норріс    | McLaren-Mercedes           | Звіт |
| 12       | Гран-прі Великої Британії   | Макс Ферстаппен | Оскар Піастрі         | Ландо Норріс    | McLaren-Mercedes           | Звіт |
| 13       | Гран-прі Бельгії            | Ландо Норріс    | Андреа Кімі Антонеллі | Оскар Піастрі   | McLaren-Mercedes           | Звіт |
| 14       | Гран-прі Угорщини           | Шарль Леклер    | Джордж Расселл        | Ландо Норріс    | McLaren-Mercedes           | Звіт |
| 15       | Гран-прі Нідерландів        |                 |                       |                 |                            | Звіт |
| 16       | Гран-прі Італії             |                 |                       |                 |                            | Звіт |
| 17       | Гран-прі Азербайджану       |                 |                       |                 |                            | Звіт |
| 18       | Гран-прі Сінгапуру          |                 |                       |                 |                            | Звіт |
| 19       | Гран-прі США                |                 |                       |                 |                            | Звіт |
| 20       | Гран-прі Мехіко             |                 |                       |                 |                            | Звіт |
| 21       | Гран-прі Сан-Паулу          |                 |                       |                 |                            | Звіт |
| 22       | Гран-прі Лас-Вегаса         |                 |                       |                 |                            | Звіт |
| 23       | Гран-прі Катару             |                 |                       |                 |                            | Звіт |
| 24       | Гран-прі Абу-Дабі           |                 |                       |                 |                            | Звіт |
| Джерела: |                             |                 |                       |                 |                            |      |

### Нарахування очок
Очки отримують пілоти, які фінішували у першій десятці. В спринт кваліфікації очки нараховуються першим восьми пілотам. У разі однакової кількості очок, пілот з найбільшою кількістю перших місць оцінюється вище. Якщо кількість перших місць однакова, то враховується кількість других місць і так далі. Якщо ця процедура не дає результату, FIA визначить переможця за такими критеріями, які вважатиме за потрібне. Очки нараховуються за кожну гонку за такою системою:
| Позиція  | 1-ша | 2-га | 3-тя | 4-та | 5-та | 6-та | 7-ма | 8-ма | 9-та | 10-та |
| Гран-прі | 25   | 18   | 15   | 12   | 10   | 8    | 6    | 4    | 2    | 1     |
| Спринт   | 8    | 7    | 6    | 5    | 4    | 3    | 2    | 1    |      |       |

### Пілоти
| Поз.     | Пілот                 | АВС  | КИТ  | ЯПО | БАХ  | САУ  | МАЯ  | ЕМІ  | МОН  | ІСП  | КАН  | АВТ  | ВЕЛ  | БЕЛ | УГО  | НІД | ІТА | АЗЕ | СІН | США | МЕХ | САП | ЛВГ | КАТ | АБУ | Очки |
| -------- | --------------------- | ---- | ---- | --- | ---- | ---- | ---- | ---- | ---- | ---- | ---- | ---- | ---- | --- | ---- | --- | --- | --- | --- | --- | --- | --- | --- | --- | --- | ---- |
| 1        | Оскар Піастрі         | 9    | 12   | 3   | 1    | 1    | 12   | 3    | 3    | 1    | 4    | 2    | 2    | 12  | 2    |     |     |     |     |     |     |     |     |     |     | 284  |
| 2        | Ландо Норріс          | 1    | 28   | 2   | 3    | 4    | 21   | 2    | 1    | 2    | 18†  | 1    | 1    | 23  | 1    |     |     |     |     |     |     |     |     |     |     | 275  |
| 3        | Макс Ферстаппен       | 2    | 43   | 1   | 6    | 2    | 4    | 1    | 4    | 10   | 2    | Схід | 5    | 41  | 9    |     |     |     |     |     |     |     |     |     |     | 187  |
| 4        | Джордж Расселл        | 3    | 34   | 5   | 2    | 5    | 34   | 7    | 11   | 4    | 1    | 5    | 10   | 5   | 3    |     |     |     |     |     |     |     |     |     |     | 172  |
| 5        | Шарль Леклер          | 8    | ДСК5 | 4   | 4    | 3    | 7    | 6    | 2    | 3    | 5    | 3    | 14   | 34  | 4    |     |     |     |     |     |     |     |     |     |     | 151  |
| 6        | Льюїс Гамільтон       | 10   | ДСК1 | 7   | 5    | 7    | 83   | 4    | 5    | 6    | 6    | 4    | 4    | 7   | 12   |     |     |     |     |     |     |     |     |     |     | 109  |
| 7        | Андреа Кімі Антонеллі | 4    | 67   | 6   | 11   | 6    | 67   | Схід | 18   | Схід | 3    | Схід | Схід | 16  | 10   |     |     |     |     |     |     |     |     |     |     | 64   |
| 8        | Александр Албон       | 5    | 7    | 9   | 12   | 9    | 5    | 5    | 9    | Схід | Схід | Схід | 8    | 6   | 15   |     |     |     |     |     |     |     |     |     |     | 54   |
| 9        | Ніко Гюлькенберг      | 7    | 15   | 16  | ДСК  | 15   | 14   | 12   | 16   | 5    | 8    | 9    | 3    | 12  | 13   |     |     |     |     |     |     |     |     |     |     | 37   |
| 10       | Естебан Окон          | 13   | 5    | 18  | 8    | 14   | 12   | Схід | 7    | 16   | 9    | 10   | 13   | 155 | 16   |     |     |     |     |     |     |     |     |     |     | 27   |
| 11       | Фернандо Алонсо       | Схід | Схід | 11  | 15   | 11   | 15   | 11   | Схід | 9    | 7    | 7    | 9    | 17  | 5    |     |     |     |     |     |     |     |     |     |     | 26   |
| 12       | Ленс Стролл           | 6    | 9    | 20  | 17   | 16   | 165  | 15   | 15   | Від  | 17   | 14   | 7    | 14  | 7    |     |     |     |     |     |     |     |     |     |     | 26   |
| 13       | Ізак Аджар            | НС   | 11   | 8   | 13   | 10   | 11   | 9    | 6    | 7    | 16   | 12   | Схід | 208 | 11   |     |     |     |     |     |     |     |     |     |     | 22   |
| 14       | П'єр Гаслі            | 11   | ДСК  | 13  | 7    | Схід | 138  | 13   | Схід | 8    | 15   | 13   | 6    | 10  | 19   |     |     |     |     |     |     |     |     |     |     | 20   |
| 15       | Ліам Ловсон           | Схід | 12   | 17  | 16   | 12   | Схід | 14   | 8    | 11   | Схід | 6    | Схід | 8   | 8    |     |     |     |     |     |     |     |     |     |     | 20   |
| 16       | Карлос Сайнс мол.     | Схід | 10   | 14  | Схід | 8    | 9    | 8    | 10   | 14   | 10   | НС   | 12   | 186 | 14   |     |     |     |     |     |     |     |     |     |     | 16   |
| 17       | Ґабріель Бортолето    | Схід | 14   | 19  | 18   | 18   | Схід | 18   | 14   | 12   | 14   | 8    | Схід | 9   | 6    |     |     |     |     |     |     |     |     |     |     | 14   |
| 18       | Юкі Цунода            | 12   | 166  | 12  | 9    | Схід | 106  | 10   | 17   | 13   | 12   | 16   | 15   | 13  | 17   |     |     |     |     |     |     |     |     |     |     | 10   |
| 19       | Олівер Берман         | 14   | 8    | 10  | 10   | 13   | Схід | 17   | 12   | 17   | 11   | 11   | 11   | 117 | Схід |     |     |     |     |     |     |     |     |     |     | 8    |
| 20       | Франко Колапінто      |      |      |     |      |      |      | 16   | 13   | 15   | 13   | 15   | НС   | 19  | 18   |     |     |     |     |     |     |     |     |     |     | 0    |
| 21       | Джек Дуен             | Схід | 13   | 15  | 14   | 17   | Схід |      |      |      |      |      |      |     |      |     |     |     |     |     |     |     |     |     |     | 0    |
| Поз.     | Пілот                 | АВС  | КИТ  | ЯПО | БАХ  | САУ  | МАЯ  | ЕМІ  | МОН  | ІСП  | КАН  | АВТ  | ВЕЛ  | БЕЛ | УГО  | НІД | ІТА | АЗЕ | СІН | США | МЕХ | САП | ЛВГ | КАТ | АБУ | Очки |
| Джерела: |                       |      |      |     |      |      |      |      |      |      |      |      |      |     |      |     |     |     |     |     |     |     |     |     |     |      |

| Приклад                  | Опис                                                              |
| ------------------------ | ----------------------------------------------------------------- |
| 1                        | Переможець                                                        |
| 2                        | Друге місце                                                       |
| 3                        | Третє місце                                                       |
| 5                        | Фінішував у очковій зоні                                          |
| 12                       | Фінішував поза очковою зоною                                      |
| НКЛ                      | Фінішував, але не класифікований                                  |
| Схід                     | Не фінішував і не класифікований                                  |
| НКВ                      | Не кваліфікований                                                 |
| НПКВ                     | Не передкваліфікований                                            |
| ДСК                      | Дискваліфікований                                                 |
| тест                     | Тестер по п'ятницях                                               |
| НС                       | Брав участь у Гран-прі як бойовий пілот, але не стартував у гонці |
| Т                        | Травмований чи хворий                                             |
| Викл                     | Виключений із протоколу                                           |
| Від                      | Відмова від участі                                                |
| НТР                      | Не брав участі в тренуваннях                                      |
| НПР                      | Не прибув на Гран-прі                                             |
| С                        | Гонка скасована                                                   |
|                          | Не брав участі                                                    |
| Жирний шрифт             | Поул-позиція                                                      |
| Курсив                   | Найшвидше коло                                                    |
| Числоу верхньому індексі | Позиція в спринті, що передбачає нарахування очок                 |

Примітки:
- — Пілоти, що не фінішували на Гран-прі, але були класифіковані, оскільки подолали понад 90 % дистанції.

## Посилання

Портал:Формула-1

### Конструктори
| Поз.     | Конструктор                  | АВС  | КИТ  | ЯПО | БАХ  | САУ  | МАЯ  | ЕМІ  | МОН  | ІСП  | КАН  | АВТ  | ВЕЛ  | БЕЛ | УГО  | НІД | ІТА | АЗЕ | СІН | США | МЕХ | САП | ЛВГ | КАТ | АБУ | Очки |
| -------- | ---------------------------- | ---- | ---- | --- | ---- | ---- | ---- | ---- | ---- | ---- | ---- | ---- | ---- | --- | ---- | --- | --- | --- | --- | --- | --- | --- | --- | --- | --- | ---- |
| 1        | McLaren-Mercedes             | 1    | 12   | 2   | 1    | 1    | 12   | 2    | 1    | 1    | 4    | 1    | 1    | 12  | 1    |     |     |     |     |     |     |     |     |     |     | 559  |
| 1        | McLaren-Mercedes             | 9    | 28   | 3   | 3    | 4    | 21   | 3    | 3    | 2    | 18†  | 2    | 2    | 23  | 2    |     |     |     |     |     |     |     |     |     |     | 559  |
| 2        | Ferrari                      | 8    | ДСК1 | 4   | 4    | 3    | 7    | 4    | 2    | 3    | 5    | 3    | 4    | 34  | 4    |     |     |     |     |     |     |     |     |     |     | 260  |
| 2        | Ferrari                      | 10   | ДСК5 | 7   | 5    | 7    | 83   | 6    | 5    | 6    | 6    | 4    | 14   | 7   | 12   |     |     |     |     |     |     |     |     |     |     | 260  |
| 3        | Mercedes                     | 3    | 34   | 5   | 2    | 5    | 34   | 7    | 11   | 4    | 1    | 5    | 10   | 5   | 3    |     |     |     |     |     |     |     |     |     |     | 236  |
| 3        | Mercedes                     | 4    | 67   | 6   | 11   | 6    | 67   | Схід | 18   | Схід | 3    | Схід | Схід | 16  | 10   |     |     |     |     |     |     |     |     |     |     | 236  |
| 4        | Red Bull Racing-Honda RBPT   | 2    | 43   | 1   | 6    | 2    | 4    | 1    | 4    | 10   | 2    | 16   | 5    | 41  | 9    |     |     |     |     |     |     |     |     |     |     | 194  |
| 4        | Red Bull Racing-Honda RBPT   | Схід | 12   | 12  | 9    | Схід | 106  | 10   | 17   | 13   | 12   | Схід | 15   | 13  | 17   |     |     |     |     |     |     |     |     |     |     | 194  |
| 5        | Williams-Mercedes            | 5    | 7    | 9   | 12   | 8    | 5    | 5    | 9    | 14   | 10   | Схід | 8    | 6   | 14   |     |     |     |     |     |     |     |     |     |     | 70   |
| 5        | Williams-Mercedes            | Схід | 10   | 14  | Схід | 9    | 9    | 8    | 10   | Схід | Схід | НС   | 12   | 186 | 15   |     |     |     |     |     |     |     |     |     |     | 70   |
| 6        | Aston Martin Aramco-Mercedes | 6    | 9    | 11  | 15   | 11   | 15   | 11   | 15   | 9    | 7    | 7    | 7    | 14  | 5    |     |     |     |     |     |     |     |     |     |     | 52   |
| 6        | Aston Martin Aramco-Mercedes | Схід | Схід | 20  | 17   | 16   | 165  | 15   | Схід | Від  | 17   | 14   | 9    | 17  | 7    |     |     |     |     |     |     |     |     |     |     | 52   |
| 7        | Kick Sauber-Ferrari          | 7    | 14   | 16  | 18   | 15   | 14   | 12   | 14   | 5    | 8    | 8    | 3    | 9   | 6    |     |     |     |     |     |     |     |     |     |     | 51   |
| 7        | Kick Sauber-Ferrari          | Схід | 15   | 19  | ДСК  | 18   | Схід | 18   | 16   | 12   | 14   | 9    | Схід | 12  | 13   |     |     |     |     |     |     |     |     |     |     | 51   |
| 8        | Racing Bulls-Honda RBPT      | 12   | 11   | 8   | 13   | 10   | 11   | 9    | 6    | 7    | 16   | 6    | Схід | 8   | 8    |     |     |     |     |     |     |     |     |     |     | 45   |
| 8        | Racing Bulls-Honda RBPT      | НС   | 166  | 17  | 16   | 12   | Схід | 14   | 8    | 11   | Схід | 12   | Схід | 208 | 11   |     |     |     |     |     |     |     |     |     |     | 45   |
| 9        | Haas-Ferrari                 | 13   | 5    | 10  | 8    | 13   | 12   | 17   | 7    | 16   | 9    | 10   | 11   | 117 | 16   |     |     |     |     |     |     |     |     |     |     | 35   |
| 9        | Haas-Ferrari                 | 14   | 8    | 18  | 10   | 14   | Схід | Схід | 12   | 17   | 11   | 11   | 13   | 155 | Схід |     |     |     |     |     |     |     |     |     |     | 35   |
| 10       | Alpine-Renault               | 11   | 13   | 13  | 7    | 17   | 138  | 13   | 13   | 8    | 13   | 13   | 6    | 10  | 18   |     |     |     |     |     |     |     |     |     |     | 20   |
| 10       | Alpine-Renault               | Схід | ДСК  | 15  | 14   | Схід | Схід | 16   | Схід | 15   | 15   | 15   | НС   | 19  | 19   |     |     |     |     |     |     |     |     |     |     | 20   |
| Поз.     | Конструктор                  | АВС  | КИТ  | ЯПО | БАХ  | САУ  | МАЯ  | ЕМІ  | МОН  | ІСП  | КАН  | АВТ  | ВЕЛ  | БЕЛ | УГО  | НІД | ІТА | АЗЕ | СІН | США | МЕХ | САП | ЛВГ | КАТ | АБУ | Очки |
| Джерела: |                              |      |      |     |      |      |      |      |      |      |      |      |      |     |      |     |     |     |     |     |     |     |     |     |     |      |

| Приклад                  | Опис                                                              |
| ------------------------ | ----------------------------------------------------------------- |
| 1                        | Переможець                                                        |
| 2                        | Друге місце                                                       |
| 3                        | Третє місце                                                       |
| 5                        | Фінішував у очковій зоні                                          |
| 12                       | Фінішував поза очковою зоною                                      |
| НКЛ                      | Фінішував, але не класифікований                                  |
| Схід                     | Не фінішував і не класифікований                                  |
| НКВ                      | Не кваліфікований                                                 |
| НПКВ                     | Не передкваліфікований                                            |
| ДСК                      | Дискваліфікований                                                 |
| тест                     | Тестер по п'ятницях                                               |
| НС                       | Брав участь у Гран-прі як бойовий пілот, але не стартував у гонці |
| Т                        | Травмований чи хворий                                             |
| Викл                     | Виключений із протоколу                                           |
| Від                      | Відмова від участі                                                |
| НТР                      | Не брав участі в тренуваннях                                      |
| НПР                      | Не прибув на Гран-прі                                             |
| С                        | Гонка скасована                                                   |
|                          | Не брав участі                                                    |
| Жирний шрифт             | Поул-позиція                                                      |
| Курсив                   | Найшвидше коло                                                    |
| Числоу верхньому індексі | Позиція в спринті, що передбачає нарахування очок                 |

Примітки:
- — Пілоти, що не фінішували на Гран-прі, але були класифіковані, оскільки подолали понад 90 % дистанції.

## Виноски
1. ↑  Спринти будуть проведені на Гран-прі Китаю, Маямі, Бельгії, США, Сан-Паулу та Катару.[54]